# Anémone sylvie
Anemone nemorosa
 (février 2024).
Si vous disposez d'ouvrages ou d'articles de référence ou si vous connaissez des sites web de qualité traitant du thème abordé ici, merci de compléter l'article en donnant les références utiles à sa vérifiabilité et en les liant à la section « Notes et références ».
Espèce
L'Anémone sylvie, Anémone des bois ou Sylvie (Anemone nemorosa ; du grec anemos : « vent » et du latin nemorosus : « des bois ») est une espèce de plantes herbacées pérenne de la famille des renonculacées.
C'est une plante typique des sous-bois commune dans les zones tempérées et fraîches de l'hémisphère nord (holarctique).

## Habitat et aire de répartition

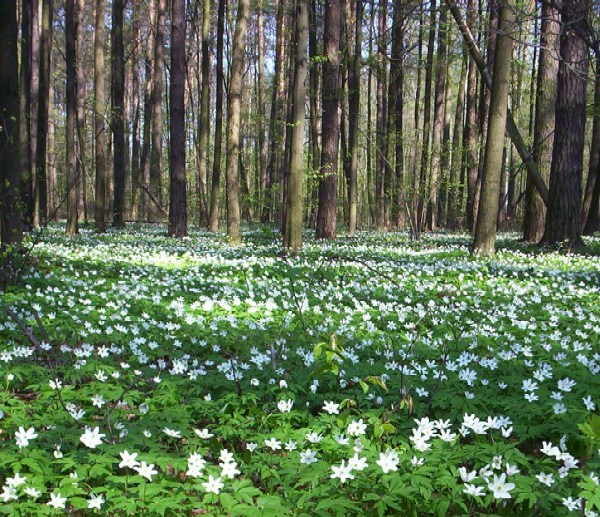
Floraison printanière et précoce de l'anémone sylvie, avant la feuillaison des arbres, ici en Pologne.

On trouve cette renonculacée dans les sous-bois feuillus frais ; prés et prairies humides en zones montagneuses et submontagneuses.
Son aire de répartition comprend pratiquement toute l'Europe mais elle est plus rare dans les régions méditerranéennes.
Elle est présente dans presque toute la France, presque toute l'Europe ; Asie occidentale ; Amérique boréale.
En Suisse, on la trouve en particulier dans la Frênaie humide Fraxinion, dans la Hêtraie mésophile de basse altitude Galio-Fagenion, la Chênaie à charme Carpinion et la Châtaigneraie.

## Description
L'anémone sylvie forme des tapis qui peuvent être denses en sous-bois, en fleur en mars-avril.
Le rhizome horizontal est charnu et cassant.
Les feuilles palmatiséquées, à 3-5 segments pétiolulés, incisés-dentés se développent loin de la hampe.

Les folioles de l'involucre à pétiole sont d'une longueur équivalant à la moitié du limbe, semblables aux feuilles.

Les pédoncules sont recourbés à leur extrémité.
Les fleurs sont blanches, roses ou purpurines. Elles sont solitaires, à 5 à 9 pétales ovales, glabres.
Les carpelles sont pubescents, étalés, à bec glabre. Le bec est plus court que la moitié de la longueur du carpelle. Cela permet de la distinguer de l'Anemone ranunculoides, dont la longueur du bec égale celle du fruit.

## Écologie

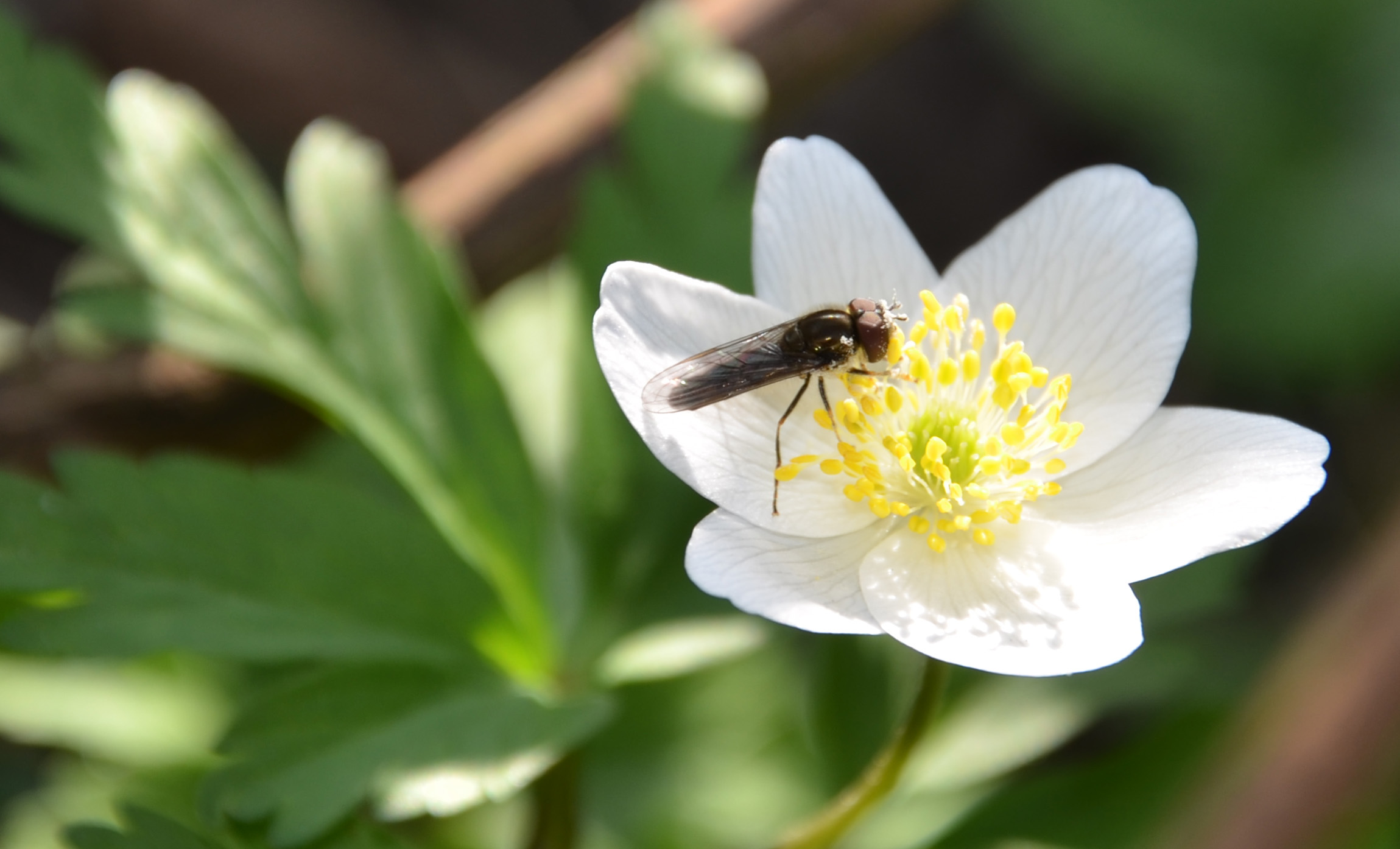
L'anémone sylvie est entomophile.

Cette plante a un cycle végétatif précoce qui lui permet de profiter de la lumière avant que les feuillages des arbres n'obscurcissent les sous-bois.
Les fleurs blanches à blanc-rose suivent la course du soleil, ce qui leur permet probablement de mieux réfléchir les UV solaires et être mieux vues par les insectes pollinisateurs.
Par temps humide, elles referment leur calice pétaloïde pour protéger leur pollen.
Dans les milieux qui leur conviennent, les tapis formés par les anémones sylvies sont très denses.
Son rhizome croît à la vitesse de deux à trois centimètres par an. La fleur n'occupe pas la même position année après année, elle se déplace en suivant son rhizome.
Un champignon ascomycète, la Sclérotinie tubéreuse (Dumontinia tuberosa) est inféodé à l'anémone sylvie, son sclérote se développant sur les racines de la plante.

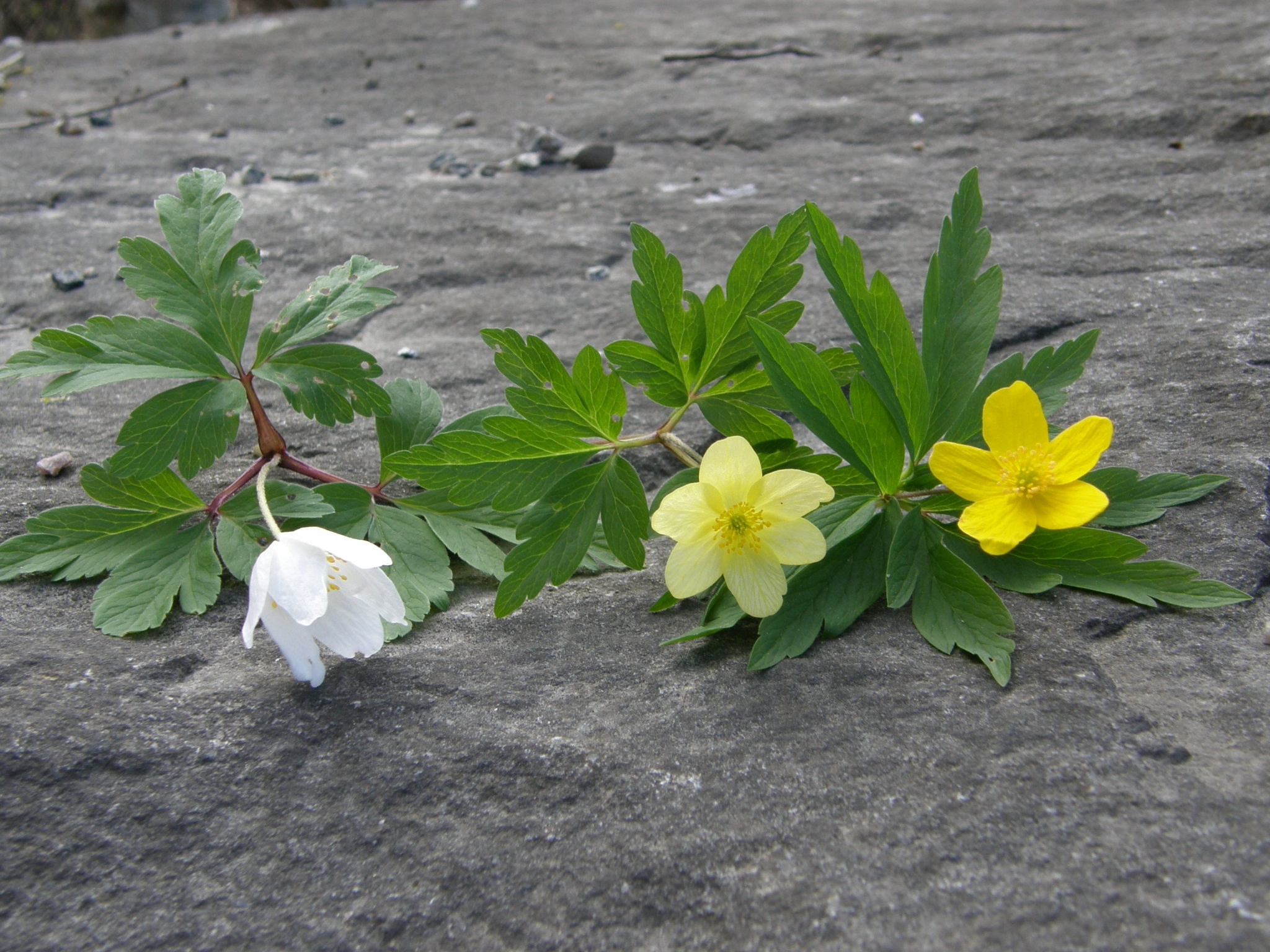
Hybride : Anemone ×lipsiensis et ses espèces « parents ».

## Bio indication
En zone européenne tempérée, en forêt, là où sa présence est spontanée, elle serait (avec le muguet) un bon bioindicateur d'ancienneté et de la naturalité de la forêt.
Là où l'anémone sylvie et l'anémone fausse renoncule se côtoient, on peut rencontrer l’hybride Anemone ×lipsiensis Beck.

## Parasitisme
L'anémone sylvie peut être parasitée par le champignon ascomycète Dumontinia tuberosa, la Sclérotinie tubéreuse, une petite pézize qui produit un sclérote à partir de ses rhizomes ainsi que par Urocystis anemones, qui provoque la maladie du charbon des feuilles de l'anémone.

## Composants
La proto-anémonine est toxique et irritante. Elle est potentiellement dangereuse pour le bétail. Les anémones sont impliquées  dans des dermatites de contact et peuvent provoquer des réactions allergiques.
La décomposition produit de l'anémonine. Celle-ci peut causer des ampoules sur les lèvres et le visage d'enfants qui mâchent les feuilles.

## Pharmacopée
L'anémone sylvie n'est plus utilisée en friction locale, car caustique. Comme les autres anémones, elle est toxique, en effet 200 mg d'anémonine suffisent à provoquer la mort d'un animal de 10 kg[réf. nécessaire].

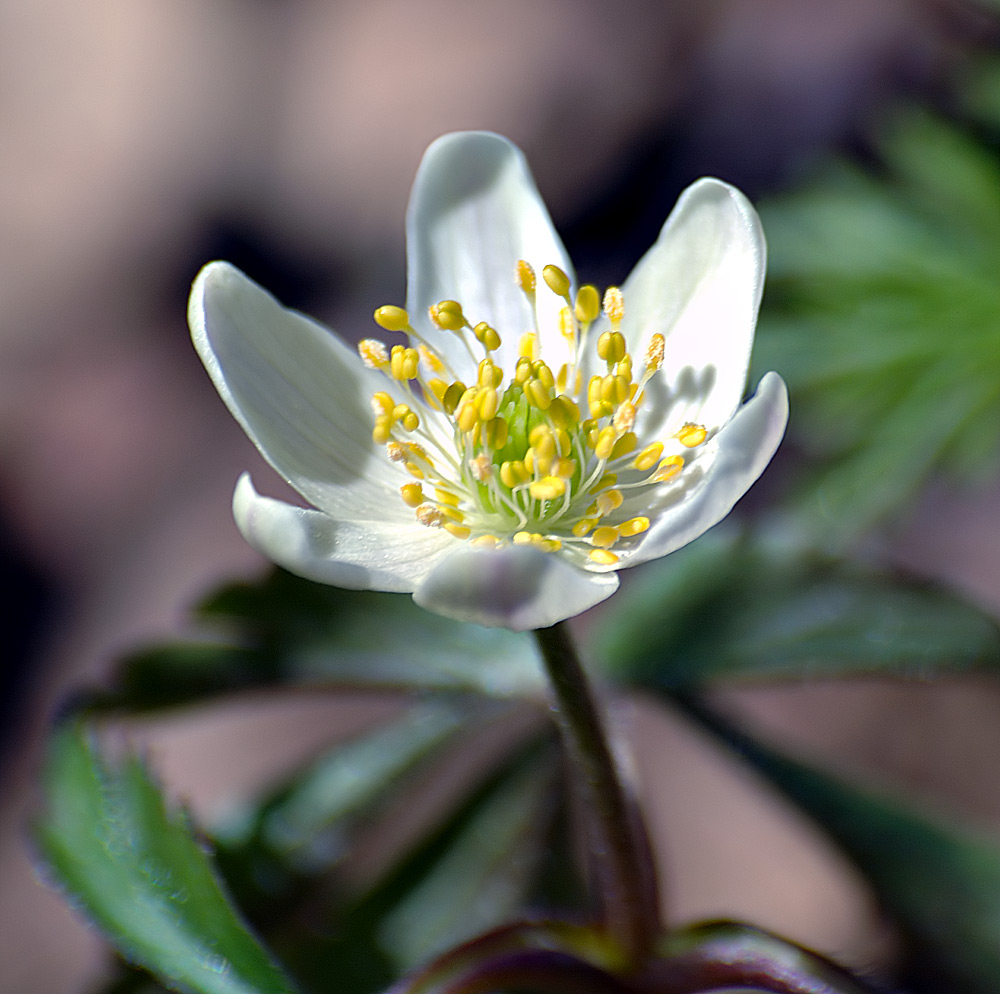
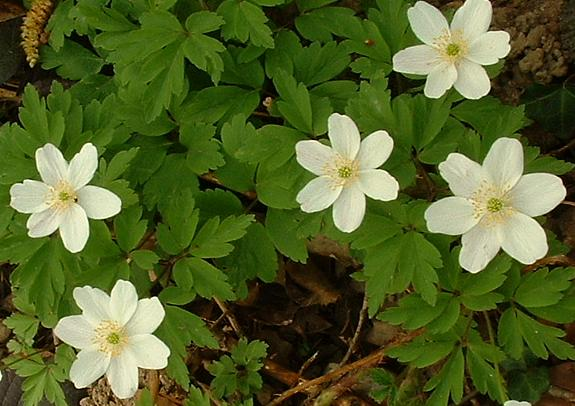
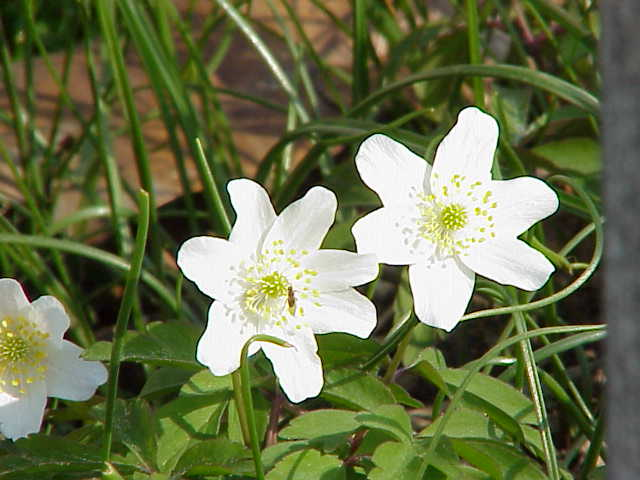
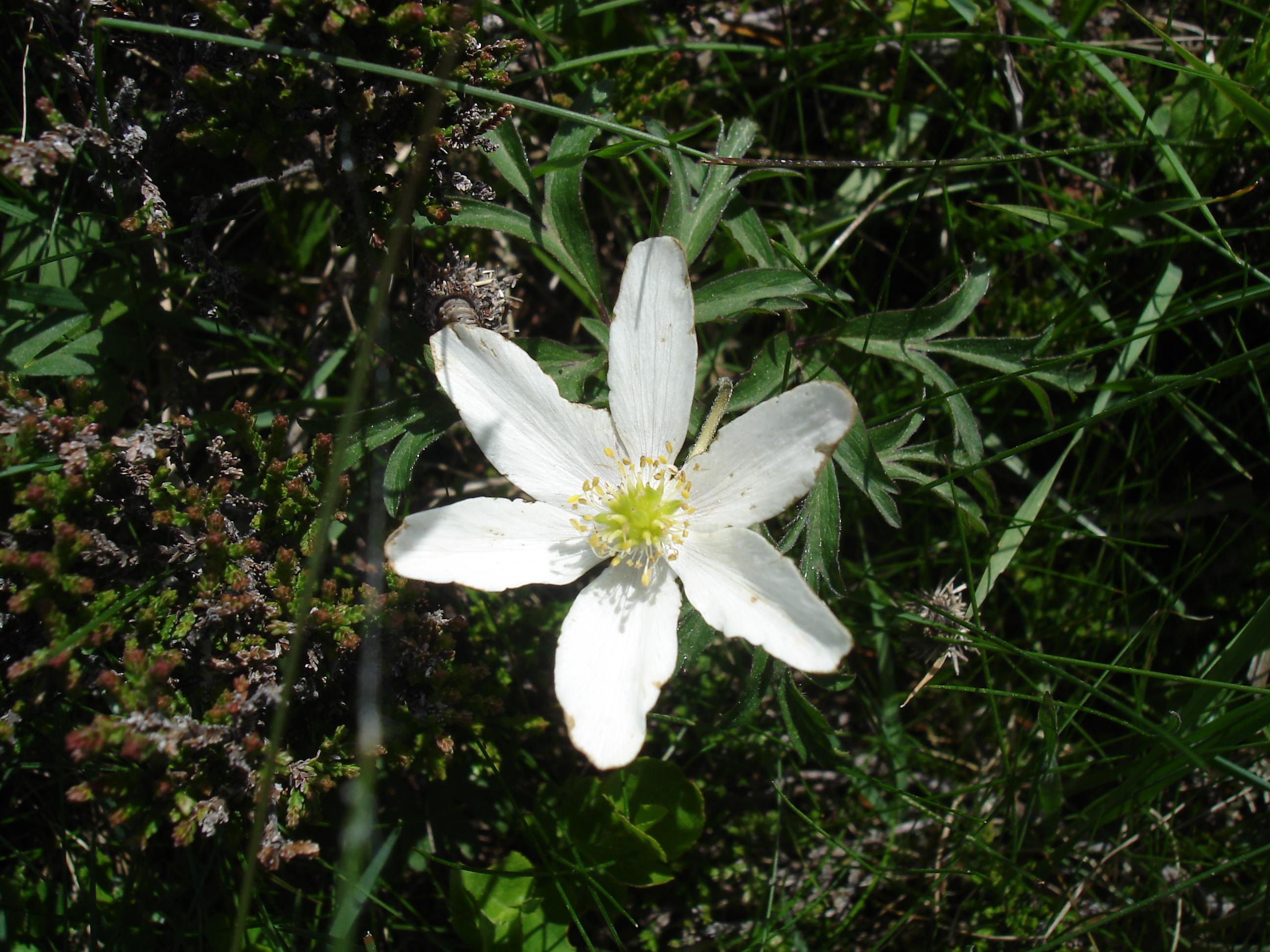
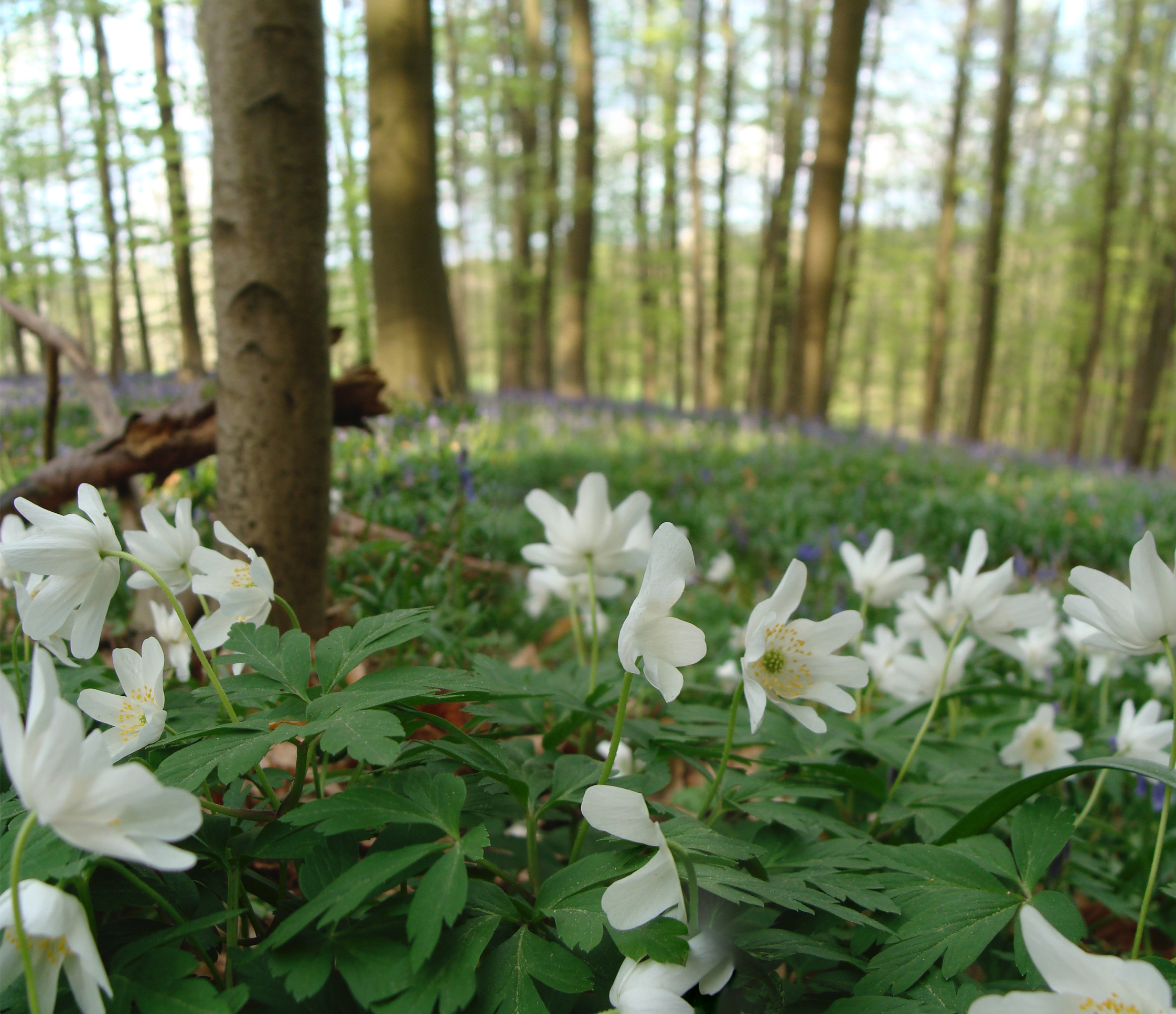
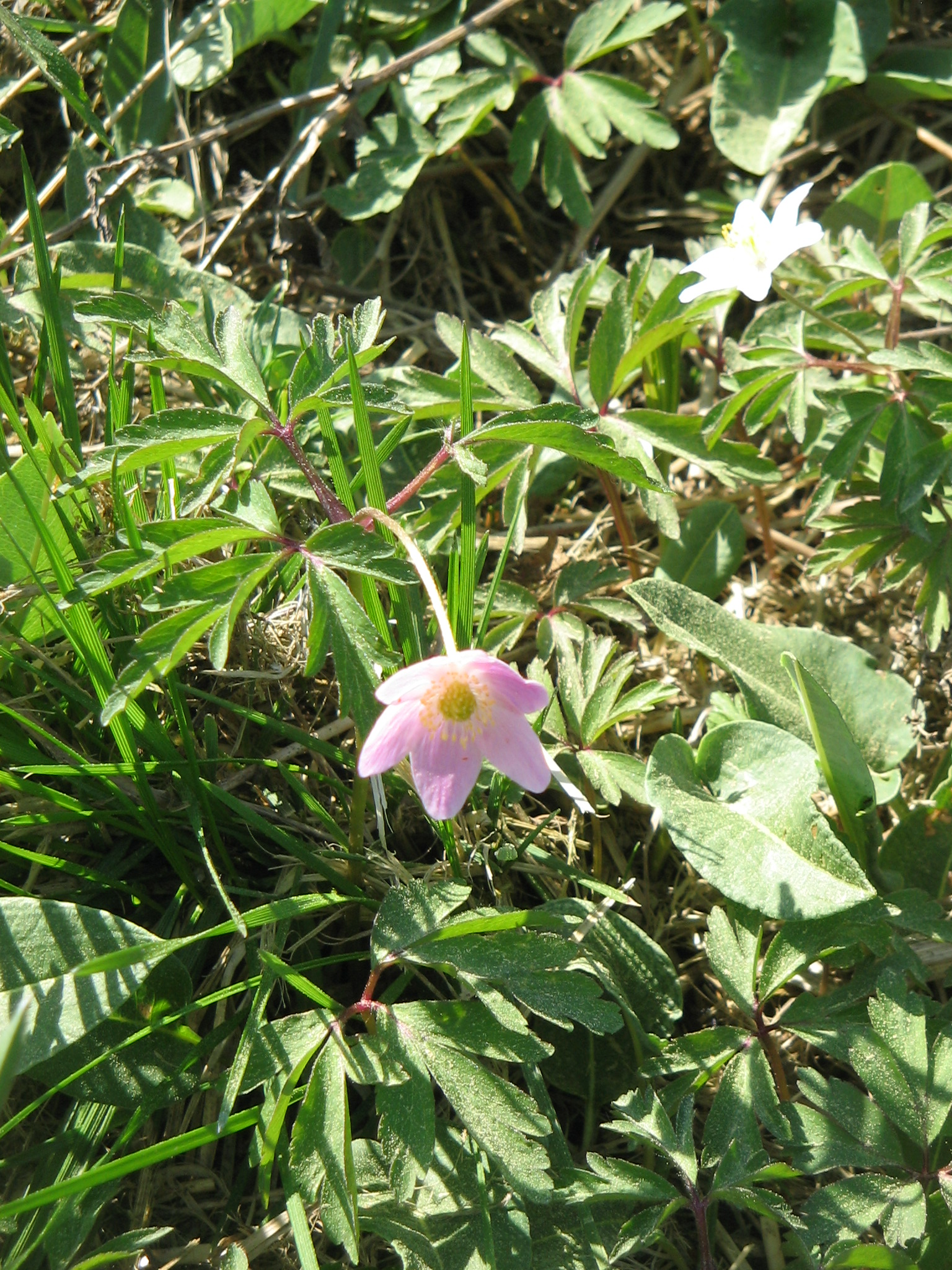
Exemplaire à fleur rose.
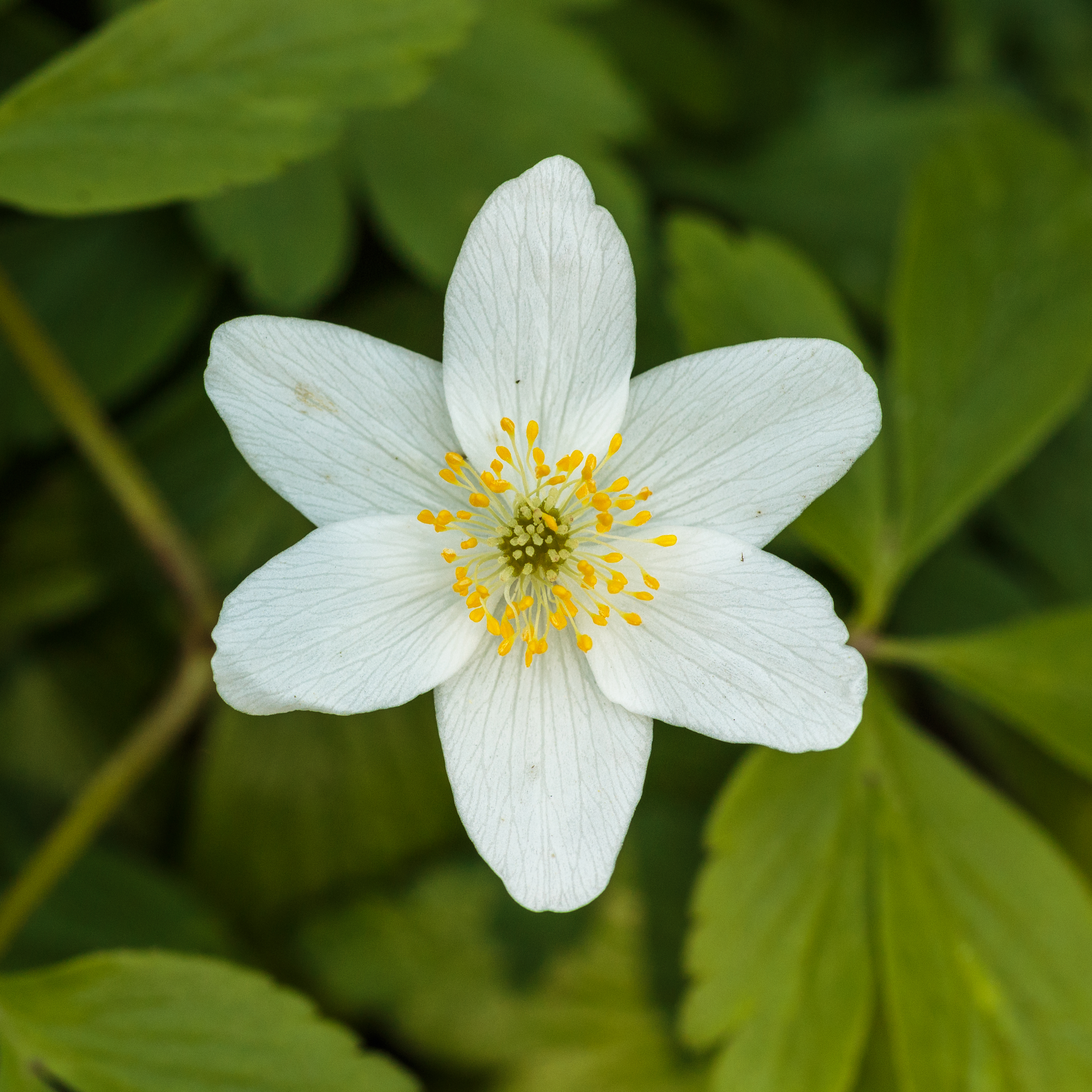

## Divers
Dans le calendrier républicain français, le 27e jour du mois de ventôse, est officiellement dénommé jour de l'Anémone.